# Kunsthalle Köln
Kunsthalle Köln ist die Bezeichnung für zwei Ausstellungsorte in Köln:
- Die DuMont-Kunsthalle ist eine auf Initiative des Verlegers Alfred Neven DuMont 1988 in einen Ausstellungsort umgewandelte Fabrikhalle.[1]
- Die Josef-Haubrich-Kunsthalle war eine 1967 nach einem Entwurf von Franz Lammersen erbaute Ausstellungshalle an der Cäcilienstraße und seit 1979 nach dem Kunstsammler Josef Haubrich Josef-Haubrich-Kunsthalle benannt. Sie wurde 2002/2003 abgerissen und das Gelände wurde für den Neubau des 2010 eröffneten „Kulturquartiers am Neumarkt“ genutzt.[2]